# ۱-۹۰۰ (فیلم)
۱–۹۰۰ فیلمی هلندی در سبک رمانتیکِ اروتیک درام به کارگردانی تئودور ون گوگ محصول کشور هلند است که در سال ۱۹۹۴ منتشر شد. این فیلم رابطه‌ای که پایه در سکس تلفنی دارد را به تصویر می‌کشد که از کنترل خارج می‌شود. این فیلم به عنوان رقیب هلندی برای جایزه اسکار بهترین فیلم خارجی‌زبان در شصت و هفتمین دوره جوایز اسکار انتخاب شد اما به عنوان نامزد پذیرفته نشد.